# 尖苞柊叶
尖苞柊叶（学名：Phrynium placentarium）为竹芋科柊叶属下的一个种。

## 扩展阅读
維基物種上的相關：尖苞柊叶